# 玉菊
玉菊（たまぎく、1702年 - 享保11年3月29日（1726年））は、江戸時代、江戸新吉原の遊女、太夫。
角町中万字屋勘兵衛のかかえで、茶の湯、生け花、俳諧、琴曲など諸芸に通じ、才色兼備、殊に河東節の三味線と拳の妙手であった。
仲の町をあるくときは床几のこしかけるごとに、禿にもたせた100匹、200匹という目録を置いていった。大酒のために若くして世を去った。
享保11年7月、盂蘭盆に吉原の茶屋は軒ごとに燈籠をかかげて玉菊の精霊をまつった。これが玉菊燈籠で、吉原三景容のひとつとなった。享保13年7月、三回忌に二代目十寸見蘭洲が「水調子」という河東節をかたって、玉菊の追善供養をしたが、中万字でこの曲をひくと玉菊の霊があらわれるとつたえられた。
歌舞伎や講談に脚色された。